# 横濱SIKTH ―けれども世界、お前は終わらない―
『横濱SIKTH―けれども世界、お前は終わらない―』（よこはましっくす―けれどもせかい、おまえはおわらない―）はニリツによる日本のライトノベル。イラストも文と同様ニリツが担当している。2019年10月5日にLINE文庫より初版刊行。LINEノベル、LINE文庫終了に伴い、現在は文庫版の入手は困難になっているが、電子書籍版についてはkindle等で購入できる。続巻については作者のニリツがほのめかす発言をしているが、正式な情報は2022年1月現在まだない。

## あらすじ
舞台は半独立地域である行政特区「横濱」。『SIKTH』（しっくす）と呼ばれる異能力をもった少女城黒セカイと横濱の異能力案件処理を担う『掃除屋』の出会いから始まる、セカイの始まりの物語。

## 登場人物
城黒 セカイ（しろくろ セカイ）
「一人で生きられるくらい強く」
本作の主人公。普通にも不良にもなりきれない女子高生。
ショートカット、貧乳、喫煙者と作者ニリツの性癖三種が盛り込まれた少女。
脳から直接インターネットに接続できる異能”ワイヤード”を持つも、異能を隠しながら生きてきた。
元々は作者のニリツが制作した同人誌で生まれたキャラクターである。
淵野辺 まぜる（ふちのべ まぜる）
「僕はね、別人になれるんだよ。……」
SIKTH関連の情報屋として生きている、謎多き美少年。
詐称と女装が得意。
己の体をその隅々まで自由自在にコントロールする異能”認識詐称”（フェイクスター）を持つ。
主に外見と内面もトレースした他人への成りすましに使う。
宝多 醜衛門（たからだ しゅうえもん）
「まあちょっとニヒルでカッコ良くて雰囲気オシャレなただのオッサンだよ。……」
元刑事で横濱で起こった異能力案件を処理することを生業にする掃除屋のひとつ、「クリーンニック」の代表。通称は「所長」「オッサン」。
サングラスに髭を生やした人当たりのいいおっさん。
昔刑事だったころにSIKTHが関係した事件で片腕を失う。それと同時に自らの異能が発現した。
裸眼で他人を見たときに、その人の今の気分がぼんやりと色で見える異能”七色眼鏡”（にじいろめがね）を持つ。本人曰く「行動心理学のおばけみたいなもん」
その異能を活かして、”ドラゴン・マニピュレーター”という義腕と截拳道（ジークンドー）を操り戦う。
作者のニリツ自身をモデルに作られたとの説が濃厚。
竜眼寺 守子（りゅうがんじ もりこ）
「はぁぁぁ？てめえこそ誰だぁ、まぜるとか勝手にしたの名前でよんでんじゃねえええよ！」
自称まぜるの保護者。宝多醜衛門と同じく掃除屋を生業とする少女。
まぜるに依存する癇癪持ちのメンヘラ少女。「ピーキーで面倒な奴」
周辺環境分析に特化した計算能力向上の異能”極・精密射撃”を持つ。
その異能によりミリ単位も違わず標的を打ち抜く戦闘スタイルは”魔弾の射手”（エヴィルバレット）と呼ばれる。
作者ニリツが本作で一番好きな登場人物。
阿弥陀 かおる（あみだ かおる）
「俺様は、いち掃除屋の前に、いちヒーローだからな」
フリーの掃除屋。蹴殺脳筋マシーン。あみちゃん。
運動能力向上の異能”捲土重来”（タイタンウォーク）。
脳筋。
西園 ノ々乃（にしぞの ののの）
「だーいじょうぶだーいじょうぶ、怖くないデスよ～」
クリーンニックの所員。怪しいカタコトで話す着やせ巨乳褐色少女。世話焼きで料理上手。
セカイを猫かわいがりしている。